# Donneur d'ordre
Le donneur d'ordre est, dans le domaine juridique, la personne physique ou morale qui prend l'initiative d'une opération.

## Exemples
En droit de la construction, le donneur d'ordre peut être, à l'égard de l’entreprise générale, selon le cas, ou bien le maître de l'ouvrage, ou bien le maître d'œuvre.
Dans le droit de la sous-traitance, le donneur d'ordre est celui qui sous-traite à une entreprise sous-traitante.